# Aciltransferase

Acil

Aciltransferase é um tipo de enzima transferase que atua sobre grupos acilo.
Exemplos incluem:
- Gliceronefosfato O-aciltransferase
- Lecitin-colesterol aciltransferase
- Álcool de cadeia longa O-graxo-aciltransferase